# 第十四航空隊 (初代)
第十四航空隊（初代）（だい14こうくうたい）は、日本海軍の部隊の一つ。陸上攻撃機・艦上戦闘機を主力とする戦爆連合部隊として、支那事変（日中戦争）中盤に華南・仏印方面で内陸偵察・爆撃に従事した。

## 沿革
日中戦争序盤の華中攻略は順調に進捗したが、華南方面に有力な戦力を投入する余裕がなく、援蒋ルートを通じた欧米の支援活動を阻止できない状況にあった。昭和13年4月、マカオと対峙する珠海沖の三灶島を占領し、飛行場の緊急設営に成功。ここを拠点として十四空は華南全域の爆撃を開始した。ほぼ同時に開隊した高雄海軍航空隊と共同することも多かったが、高雄空は頻繁に原隊復帰や華中進出を強いられたため、華南の航空作戦はもっぱら十四空が主力となった。なお、「戦史叢書」によると、十四空の行動に関する資料の多くは亡失しており、特に昭和13年度の行動は高雄空や第三航空戦隊など共同作戦を行った部隊からの傍証によって補われているため、確実なものではないという。
- 昭和13年（1938年）

4月1日　内地航空基地で臨時編制。第五艦隊附属（陸上攻撃機18・戦闘機12・艦上爆撃機6）。
5月10日頃　三灶島飛行場竣工、進出。
6月14日　桂林を爆撃。
9月2日　梧州を爆撃。
10月12日　広東攻略作戦開始、支援爆撃・哨戒偵察に従事。
12月15日　第三連合航空隊を新編、隷下に入る。
- 昭和14年（1939年）

1月1日　艦爆隊を廃止、陸攻24・戦闘機24に増強。
1月30日　海南島攻略作戦開始、支援爆撃・哨戒偵察に従事。2月18日の占領まで継続。
3月29日　海口飛行場に進出。
4月8日　昆明を爆撃。
4月24日　漢口に陸攻隊全機派遣。
5月3日　第十三航空隊と共同で重慶を爆撃。
6月11日　成都を爆撃。
6月15日　海口に帰還。
12月19日　九塘に孤立した第五師団の救援攻撃に従事。今村均師団長より感状。
- 昭和15年（1940年）

5月頃　　重慶爆撃のため全陸攻隊に漢口集結が下令。十四空陸攻隊も連日重慶爆撃に従事。
年9月　　　海口に帰還。
10月5日　ハノイに進出。
11月15日　三連空解散、第二遣支艦隊附属に転籍。
　　　　　　　　　戦闘機隊は内地帰還、陸攻隊はハノイを拠点に四川・雲南の爆撃に従事。
- 昭和16年（1941年）

6月8日　昆明-貴陽間の道路寸断爆撃に従事。
8月中旬　海南島の掃討作戦に従事。
9月15日　解隊。
昭和16年9月1日に、対米戦に備えて陸攻隊の大幅な改編が実施され、十四空陸攻隊は先発陸攻隊の増強要員に充てられた。このため、十三空→千歳海軍航空隊、十五空→美幌海軍航空隊・元山海軍航空隊のような直系の航空隊は発展しなかった。
ちなみに、昭和17年4月1日、第八〇二海軍航空隊の前身となる飛行艇隊が臨時編成され、二代目の十四空を名乗った。

## 主力機種
- 九六式陸上攻撃機
- 九六式艦上戦闘機
- 九六式艦上爆撃機
- 零式艦上戦闘機…重慶爆撃以後に編入。

## 歴代司令
- 阿部弘毅 大佐：1938年4月6日[2] -
- 樋口曠 大佐：1938年12月15日 - 1939年11月15日[3]
- 野元為輝 大佐：1939年11月15日 - 1940年5月18日[4]
- 市村茂松 大佐：1940年5月18日 - 1940年10月15日[5]
- 横井俊之 大佐：1940年10月15日 - 1941年4月17日[6]
- 中瀬泝 大佐：1941年4月17日 - 1941年9月15日解隊